# Кибинай
Кибинай (кыбын, кибин) (мн. ч. караимский язык: kybynlar; ед. ч. лит. kibinas) — национальное блюдо литовских караимов, популярное во всей Литве. Это пирожки в форме полумесяца с начинкой из нарезанной баранины с луком, запеченные в духовке.
В Литве караимы известны своей оригинальной кухней, в основном они сосредоточены в Тракае, куда их привёз из Крыма великий князь Литовский Витовт.
Тесто замешивается на основе муки, сливочного масла, сметаны и яиц. Караимы исповедуют караимизм и употребляют в качестве кошерного мяса баранину, в том числе как начинку для кибинай. Сейчас в Литве кибинай готовят как с иным мясом (свинина, говядина, курятина), вегетарианские (с овощами, или с творогом и шпинатом), так и со сладкой начинкой.